# Blue-bike

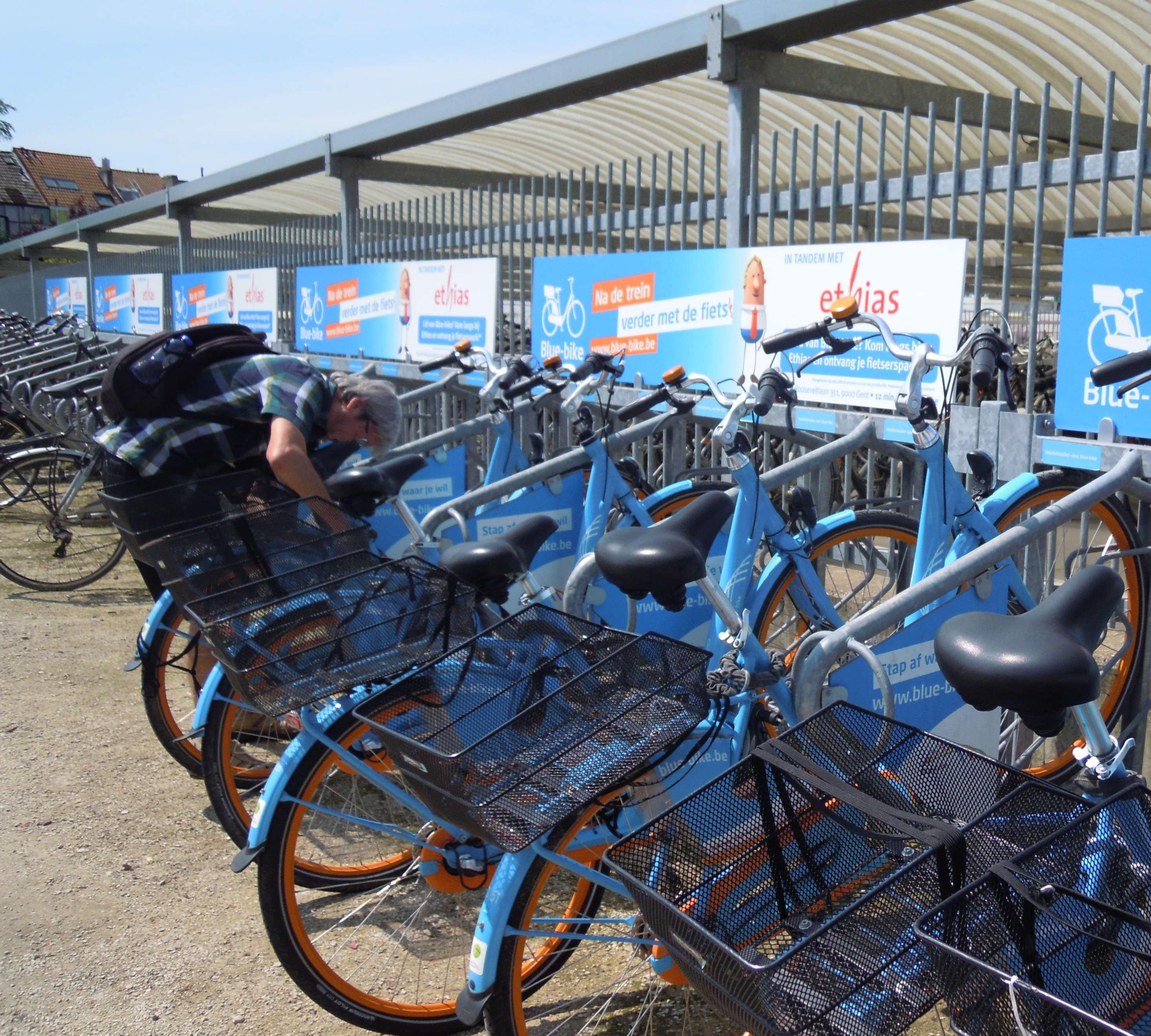
Een fietsstand van Blue-bike (station Gent-Sint-Pieters)

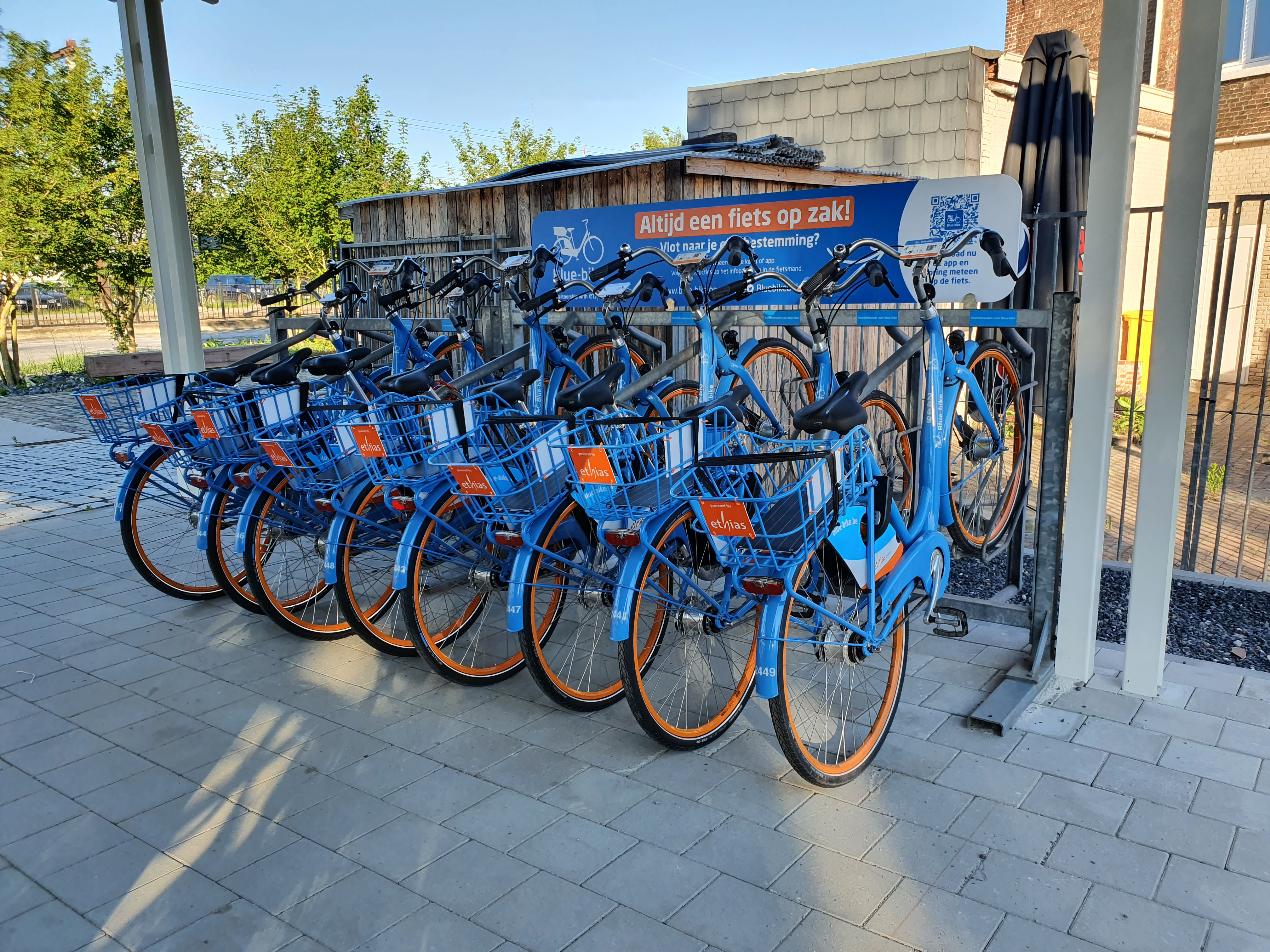
Blue-bike fietsen met elektronische sloten (station Haacht)

Blue-bike is een fietsdeelsysteem aan NMBS-stations, haltes van De Lijn en randparkings. De Blue-bikedeelfietsen vormen een aanvulling op het openbaar vervoer voor het natraject, de zogenaamde 'last mile'.

## Geschiedenis
Blue-bike werd in mei 2011 gelanceerd door Blue-mobility, een samenwerking tussen de NMBS-Holding en FIETSenWERK, met sponsoring van Eneco. FIETSenWERK is de koepel voor fietsondernemingen uit de sociale economie die onder andere de fietspunten uitbaten.
In 2014 traden De Lijn en SRWT TEC toe als aandeelhouders en werd Ethias sponsor. Deze laatste biedt ook gratis fietsbijstand aan voor Blue-bikegebruikers met fietspech.
Bij aanvang bestond het aanbod uit meer dan 1000 Blue-bikes (blauwe fietsen) in 35 grote Belgische treinstations. In oktober 2012 werd het aanbod uitgebreid met elektrische fietsen. In een eerste fase werden 90 elektrische fietsen voorzien.
In januari 2017 waren er 53 Blue-bikelocaties in 45 steden zowel aan NMBS stations als De Lijn haltes en randparkings. In 2016 werden meer dan 180.000 Blue-bike ritten geteld, een verzesvoudiging in drie jaar tijd. In 2017 was dat aantal gestegen tot 225.000 ritten, en oversteeg het ledenaantal de 20.000.
In juli 2018 kondigde Vlaams minister van mobiliteit Ben Weyts aan dat de NMBS haar belang in Blue-bike zou verkopen aan vervoermaatschappij De Lijn. Tot dan had de spoormaatschappij 52 procent van de aandelen in handen, en De Lijn een belang van 32 procent. De Lijn zou de overname laten verlopen via Optimobil, de Vlaamse afdeling van autodeeldienst Cambio, waarvan zij reeds hoofdaandeelhouder is.
In april 2021 lanceerde Blue-bike een nieuw systeem met elektronische sloten die ontgrendeld worden met de lidkaart of de mobiele applicatie, waarbij geen sleutelautomaat meer nodig is.
Per 1 februari 2022 werd het tarief verhoogd van 3,15 naar 3,50 euro (bij gewoonlijk gesubsidieerd tarief: van 1,15 naar 1,50 euro). Het werd ook mogelijk om bij elektronische sloten twee fietsen tegelijk te ontlenen. Per 1 januari 2024 stopte de subsidie van de Vlaamse overheid van 1 euro, dus werd 2,50 het gangbare tarief.
In december 2023 startte Blue-bike met het aanbieden van elektrische fietsen in Leuven.
Op 15 september 2023 ging in de stad Geel de eerste locatie van Blue-bike van start waar gebruikers de fiets na gebruik op een van de andere locaties binnen de stad kan inleveren (back-to-many). In Geel zijn er 12 van dergelijke Blue-bikepunten.

## Locaties
Provincie Antwerpen (25 locaties)
Antwerpen-Berchem, Antwerpen-Centraal, Antwerpen-Zuid (sinds februari 2019), Kontich-Lint, Mechelen, Mechelen Veemarkt (sinds juli 2018), Mechelen-Nekkerspoel, Boechout P+R Capenberg, Lier, Lier P+R De Mol, Lier Veemarkt, Mortsel-Oude-God, Mol, Geel, Brecht (station Noorderkempen), Kalmthout (station Heide) (sinds juli 2018), Heist-op-den-Berg (sinds mei 2016), Herentals, Turnhout, Antwerpen-Luchtbal (sinds 28 april 2021), Antwerpen-Noorderdokken (sinds 28 april 2021), Ekeren (2x) (sinds 28 april 2021), Grobbendonk (Bouwel) (sinds juni 2021), Essen (sinds 2021), Hove (sinds 2021)
Provincie Limburg  (7 locaties)
Genk, Hasselt, Sint-Truiden, Tongeren, Heusden (sinds juni 2021), Zolder (sinds juni 2021), Lommel (sinds juni 2021)
Provincie Oost-Vlaanderen (23 locaties)
Gent-Dampoort, Gent-Sint-Pieters (M.  Hendrikaplein), Gent-Sint-Pieters (St.-Denijslaan), Geraardsbergen, Ninove, Oudenaarde, Sint-Niklaas, Aalter (sinds november 2016), Eeklo, Deinze, Deinze Leiespiegel, Dendermonde, Aalst, Lokeren, Beveren (sinds 24 augustus 2020), Zele (sinds juni 2021), Drongen (eind augustus 2021), Merelbeke (Eind augustus 2021), Wondelgem (Eind augustus 2021), Temse (sinds 2021), Wetteren (sinds december 2023), Ronse (sinds december 2023), Zottegem (sinds 2021)
Provincie Vlaams-Brabant (19 locaties)
Leuven (Kop van Kessel-Lo), Leuven (Tiensevest), Heverlee (sinds 8 juni 2020), Vilvoorde, Zaventem, Asse, Halle, Tienen, Diest, Aarschot, Diegem (sinds 25 mei 2021), Haacht (sinds juni 2021), Plantentuin Meise (sinds juni 2021), Landen (sinds juni 2021), Wezemaal (Rotselaar) (sinds november 2021), Sint-Genesius-Rode (sinds 2021), Vilvoorde Hoppin De Kassei (sinds 2021), Tienen P&R Sporthalstraat (sinds 2021), Wijgmaal (sinds april 2024)
Provincie West-Vlaanderen (21 locaties)
Poperinge, Ieper, Kortrijk, Waregem, Waregem Expo, Roeselare, Izegem (sinds maart 2019), Tielt (sinds oktober 2018), Torhout, Oostende, Brugge, Brugge (Kamgebouw), Harelbeke (sinds 19 oktober 2020), Landegem (sinds juni 2021), Wevelgem (sinds juni 2021), Station Knokke (sinds 2021), Heist (sinds 2021), Zeebrugge-Dorp (sinds 2021), station Zeebrugge-Strand (sinds 2021), Blankenberge (sinds 2021), De Panne (sinds 2021)
Locaties in Wallonië (4 locaties)
Bergen, Luik, Namen, Waver (sinds 2024)
Locaties in Brussel (4 locaties)
Brussel-Noord, Brussel-Zuid, Brussel-Centraal, Brussel-Luxemburg
In 2024 rolde Blue-bike uit in vervoerregio Gent (65 locaties) en in vervoerregio Limburg (17 locaties).
|      | Aantal locaties | Totaal aantal fietsen | Aantal e-bikes |
| ---- | --------------- | --------------------- | -------------- |
| 2022 | 110             | 2383                  | 0              |
| 2023 | 124             | 2700                  | 15             |
| 2024 | 202             | 3708                  | 243            |

## Gebruik
In 2021 waren er bijna 25.000 leden, die in de loop van 2021 195.630 ritten maakten.
In 2022 reden meer dan 30.000 Blue-bike-leden 300.504 ritten in 110 locaties.
| Jaar | Aantal ritten |
| ---- | ------------- |
| 2022 | 172.017       |
| 2023 | 300.504       |
| 2024 | 377.837       |

De locaties waar in 2024 het meeste gefietst wordt zijn in volgorde: Leuven, Deinze, Brugge, Mechelen en Gent-Sint-Pieters.

## Vergelijking met andere fietsdeelsystemen
Een vergelijkbaar systeem in Nederland is de OV-fiets, een verhuurnetwerk dat door de NS beheerd wordt.
Anders dan fietsdeelsystemen zoals Velo in Antwerpen of Villo! worden gebruikers aangemoedigd om hun fiets steeds naar dezelfde locatie terug te brengen (anders worden meerkosten aangerekend). Blue-bike telt slechts een beperkt aantal uitleenlocaties per stad (in oktober 2020 telde Antwerpen 3 uitleenlocaties van Blue-bike tegenover 305 van Velo).
Een ander verschil is de uitleenduur. Bij verhuursystemen zoals Blue-bike of de OV-fiets wordt er per periode van 24 uur een bedrag aangerekend bovenop het eventuele abonnementsgeld. Verhuursystemen met veel locaties verspreid over een stad, moedigen gebruikers aan om hun fiets zo snel mogelijk terug in te leveren (wie langer dan 30 minuten gebruikmaakt van een Velo wordt een meerkost aangerekend), bij fietsdeelsystemen zoals Blue-bike wordt het gebruik van de fiets per 24 uur verrekend.